# Красний Бір
Кра́сний Бір — село в Україні, у Шацькій селищній територіальній громаді Ковельського району. Населення становить 1 особа.
Орган місцевого самоврядування — Шацька селищна рада.

## Історія
У книзі Олександра Цинкаловського «Стара Волинь і Волинське Полісся» про даний населений пункт написано таке: 
| | \| КРАСНИЙ БІР, хут., Володимирський пов., Пульменська вол., 196 км від Володимира. На початку 20 ст. було там 6 домів, 72 жит.[1] \| |
| КРАСНИЙ БІР, хут., Володимирський пов., Пульменська вол., 196 км від Володимира. На початку 20 ст. було там 6 домів, 72 жит. | |

12 червня 2020 року, відповідно до розпорядження Кабінету Міністрів України № 708-р «Про визначення адміністративних центрів та затвердження територій територіальних громад Волинської області», увійшло до складу Шацької селищної територіальної громади.
19 липня 2020 року, в результаті адміністративно-територіальної реформи та ліквідації Шацького району, село увійшло до новоутвореного Ковельського району.

## Населення
Згідно з переписом УРСР 1989 року чисельність наявного населення села становила 23 особи, з яких 10 чоловіків та 13 жінок.
За переписом населення України 2001 року в селі мешкало 11 осіб.

### Мова
Розподіл населення за рідною мовою за даними перепису 2001 року:
| Мова       | Відсоток |
| ---------- | -------- |
| українська | 72,73 %  |
| білоруська | 27,27 %  |